# Lavrencij (ime)
Lovrencij je moško osebno ime.

## Izvor imena
Ime Lavrencij je različica imena Lovrenc.

## Pogostost imena
Po podatkih Statističnega urada Republike Slovenije je bilo na dan 31. decembra 2007 v Sloveniji število moških oseb z imenom Lovrencij: 18.

## Osebni praznik
V koledarju je ime Lavrencij skupaj z imenom Lovrenc.